# Andrea Arrica
Andrea Arrica (Santu Lussurgiu, 15 gennaio 1926 – Cagliari, 11 gennaio 2011) è stato un dirigente sportivo italiano.
Fu vicepresidente e direttore generale del Cagliari Calcio ai tempi dello Scudetto del 1970, nonché presidente dal 1973 al 1976.

## Biografia
Nato nel 1926 a Santu Lussurgiu, in provincia di Oristano, si trasferì sin da giovane a Cagliari. Si avviò subito alla carriera dirigenziale fondando nel 1947 il CUS Cagliari, di cui fu presidente dal 1951 al 1957. Sotto la sua presidenza la sezione calcistica partecipò al massimo campionato regionale per poi cedere il titolo sportivo all'Unione Sportiva Cagliari, la quale schierò la squadra riserve. Seguì quindi di conseguenza il settore giovanile dei rossoblù sotto la presidenza di Ennio Dalmasso e iniziò la sua carriera dirigenziale nel Cagliari fino ad arrivare al comando della prima squadra.
A soli 37 anni si mise in mostra realizzando il suo più grande colpo di calciomercato: grazie alla segnalazione di un collaboratore di stanza a Varese gli fu consigliato l'acquisto di un promettente attaccante del Legnano, Luigi Riva. Nel marzo 1963 andò quindi allo Stadio Flaminio di Roma ad assistere a una sua partita con la nazionale juniores e all'intervallo negli spogliatoi si incontrò con il tecnico dei lilla, Lupi, e il presidente, Caccia, con i quali finalizzò l'acquisto per 37 milioni di lire, una cifra corposa per un club di Serie B qual era ancora il Cagliari. L'acquisto si rivelò azzeccato e alla prima stagione i sardi centrarono la prima storica promozione in Serie A.

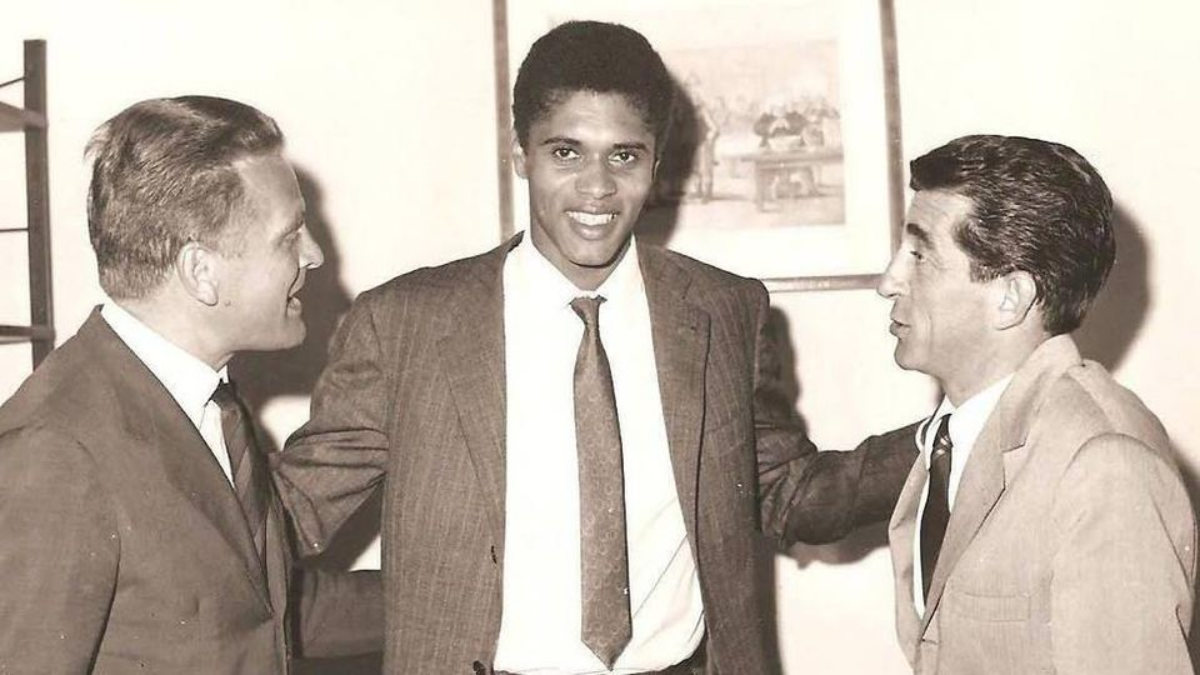
Arrica (a destra) con il presidente della, Giampiero Boniperti (a sinistra), il giorno dell'acquisto di Nenè (al centro).

Fu l'inizio dell'epopea del Grande Cagliari di Riva e compagni: Arrica nominalmente era vicepresidente ma de facto direttore generale del club, considerando che il presidente Efisio Corrias (nonché presidente della regione), principale finanziatore, rispetto al precedente Enrico Rocca fu molto più delegante con lui. In quegli anni si dimostrò un abile dirigente, da una parte riuscendo a coinvolgere grandi industriali con interessi in Sardegna (Angelo Moratti, che aveva appena chiuso il ciclo della Grande Inter, e Nino Rovelli) nel finanziamento del club rossoblù, e dall'altra confermando le grandi doti in sede di trattative con le altre squadre: celebri furono infatti le trattative che portarono Nené dalla Juventus, primo calciatore acquistato a rate (600 milioni in 4 anni), Enrico Albertosi e Mario Brugnera dalla Fiorentina in cambio dell'attaccante Francesco Rizzo, e il trio Angelo Domenghini, Cesare Poli e Bobo Gori dall'Inter in cambio di Roberto Boninsegna. Tali operazioni si rivelarono fondamentali nella costruzione della squadra che il 12 aprile 1970 conquistò il primo e fino ad ora unico Scudetto dei sardi. Guidò poi la squadra da presidente dal 1973 al 1976, fino alla retrocessione in Serie B che sancì la fine dell'epopea della squadra rossoblù, al termine della quale si staccò progressivamente dal club: vi tornerà solo trent'anni più tardi come membro del consiglio d'amministrazione, sotto la presidenza di Massimo Cellino, assieme al figlio Stefano.
Nel mondo del calcio e dello sport fu impegnato in vari settori: nel 1980 fu il primo presidente della "Commissione per l'Attività Scolastica" all'interno del Settore Giovanile e Scolastico della FIGC, poi fu delegato regionale per la Sardegna nel CONI e responsabile del comitato organizzatore per Cagliari dei mondiali di Italia '90. Negli ultimi anni si dedicò a un'altra sua passione, il golf (il figlio Stefano è il presidente regionale della Federazione Italiana Golf), diventando presidente del club dell'Is Molas Golf Club a Pula.
Morì l'11 gennaio 2011 a Cagliari alla soglia degli 85 anni.